# Empresa do Caminho de Ferro de Moçâmedes-E.P.
A Empresa do Caminho de Ferro de Moçâmedes-E.P. (ECFM-EP) é uma empresa pública de administração indireta angolana responsável pela operação ferroviária de serviços de carga e de passageiros no Caminho de Ferro de Moçâmedes, servindo estações localizadas nas províncias do Namibe, Huíla e Cuando-Cubango.

## Histórico
A empresa descende da estatal portuguesa "Companhia do Caminho de Ferro de Mossâmedes" (CCFM), fundada em 1905 para construir o Caminho de Ferro de Moçâmedes e gerir a operação da linha após a conclusão das obras.
A empresa CCFM obteve certo sucesso em relação às suas operações, principalmente após a entrada em operação da Mina de Cassinga, que fez a empresa angariar muitos dividendos.
Foi nacionalizada em 1976, no bojo do processo de independência de Angola, praticamente sucumbindo diante dos nefastos efeitos da Guerra Civil Angolana, que forçou a paralisação das operações da linha.
Em 2003, após o final da guerra, ocorre a recapitalização da CCFM, sendo finalmente convertida em "Empresa do Caminho de Ferro de Moçâmedes-E.P." (ECFM-EP), para gerir a reconstrução da linha férrea e a retomada da operação da mesma.

## Frota
A empresa possui 43 Locomotivas, sendo 3 ALCO, 6 CKD8F, 7 GE U20C, 27 GE C30 ACi e 3 CRRC DMUs. Possui também 225 vagões, sendo 28 porta contentores, 60 vagões para granito, 26 cisternas para gasóleo, 35 cisternas a vácuo, 15 vagões borda alta,  41 carruagens Série 22 - Indiana e 41 carruagens Série 24 - Chinesa.